# Comuna Tămășeu, Bihor
Tămășeu (în maghiară: Paptamási) este o comună în județul Bihor, Crișana, România, formată din satele Niuved, Parhida, Satu Nou și Tămășeu (reședința).

## Demografie
Componența etnică a comunei Tămășeu
     Maghiari (77,84%)
     Români (16,43%)
     Romi (1,71%)
     Alte etnii (0,25%)
     Necunoscută (3,77%)
Componența confesională a comunei Tămășeu
     Reformați (63,92%)
     Ortodocși (13,97%)
     Baptiști (6,93%)
     Romano-catolici (6,53%)
     Penticostali (1,06%)
     Alte religii (3,27%)
     Necunoscută (4,32%)
Conform recensământului efectuat în 2021, populația comunei Tămășeu se ridică la 1.990 de locuitori, în scădere față de recensământul anterior din 2011, când fuseseră înregistrați 2.019 locuitori. Majoritatea locuitorilor sunt maghiari (77,84%), cu minorități de români (16,43%) și romi (1,71%), iar pentru 3,77% nu se cunoaște apartenența etnică. Din punct de vedere confesional, majoritatea locuitorilor sunt reformați (63,92%), cu minorități de ortodocși (13,97%), baptiști (6,93%), romano-catolici (6,53%) și penticostali (1,06%), iar pentru 4,32% nu se cunoaște apartenența confesională.

## Politică și administrație
Comuna Tămășeu este administrată de un primar și un consiliu local compus din 11 consilieri. Primarul, Miklós Matyi[*], de la Uniunea Democrată Maghiară din România, este în funcție din 2012. Începând cu alegerile locale din 2024, consiliul local are următoarea componență pe partide politice:
|  | Partid                                 | Consilieri | Componența Consiliului | Componența Consiliului | Componența Consiliului | Componența Consiliului | Componența Consiliului | Componența Consiliului | Componența Consiliului | Componența Consiliului |
|  | -------------------------------------- | ---------- | ---------------------- | ---------------------- | ---------------------- | ---------------------- | ---------------------- | ---------------------- | ---------------------- | ---------------------- |
|  | Uniunea Democrată Maghiară din România | 8          |                        |                        |                        |                        |                        |                        |                        |                        |
|  | Alianța Maghiară din Transilvania      | 2          |                        |                        |                        |                        |                        |                        |                        |                        |
|  | Partidul Social Democrat               | 1          |                        |                        |                        |                        |                        |                        |                        |                        |